# Борис III
Борис III (болг. Борис III, повне ім'я Борис Клемент Роберт Марія Пій Луї Станіслав Ксавіє Саксен-Кобург-Готський; 30 січня 1894, Софія, Болгарське князівство — 28 серпня 1943, Софія, Болгарське царство) — болгарський державний, політичний та військовий діяч, цар Болгарії з 3 жовтня 1918 року до 28 серпня 1943 року, генерал піхоти болгарської армії, адмірал Імператорських військово-морських сил Німеччини, син Фердинанда I, батько Симеона ІІ. 
Був надзвичайно популярним монархом та є одним з ключових діячів балканської історії між двома світовими війнами та під час Другої світової війни.
Зійшов на престол у віці 24 років після поразки Болгарії в Першій світовій війні, де вона виступила на боці Німеччини, та зречення батька. Прийняв країну у стані на межі хаосу. Незважаючи на всі зусилля придушити діяльність як лівих, так і правих екстремістів та стабілізувати болгарську політику, був фактично безпорадним за часів авторитарних урядів Олександра Стамболійського, потім Александра Цанкова. 1930 року одружився з дочкою Віктора Еммануїла III Джованною (царицею Йоанною).

## До вступу на престол

### Народження та хрещення
30 січня 1894 року о 5.18 ранку сотнею пострілів з гармат було оголошено про народження першого сина чинного князя Болгарії (згодом царя) Фердинанда I та його дружини Марії Луїзи Бурбон-Пармської, Бориса, «князя Тирновського».
Політична ситуація в Болгарії того часу була доволі складною. Новоутворена (князівство з 1878 року) православна держава, васал мусульманської Османської імперії, управлялась двома католиками, Фердинандом та його дружиною. Відносини з православною Російською імперією були поганими, оскільки царі останньої булим невдоволені тим, що уродженець Австро-Угорщини католик Фердинанд був обраний князем болгарською асамблеєю антиросійської спрямованості, та відмовлялись його визнавати. Релігія завжди відігравала дуже важливу роль на Балканах.
Хоча Борис був хрещений у католицьку віру, Фердинанд серйозно міркував у цей момент про те, щоб Борис перейшов у православ'я, що дозволило б йому не тільки встановити більш тісні відносини із власним народом, але й покращити їх з Російською імперією. Тим не менше, такий розвиток подій міг ускладнити відносини з Європою, зокрема, папа Лев XIII погрожував відлученням, австрійський імператор Франц Йосиф I — війною, а Марія-Луїза була вкрай набожною та виступала категорично проти. Зрештою державні міркування переважили, й 15 лютого 1896 року Борис був хрещений у православ'я, при цьому Микола II став його хрещеним батьком. Фердинанд був відлучений від церкви, а його дружина з другим сином, князем Кирилом, католиком, залишила двір на деякий час.

### Виховання та освіта

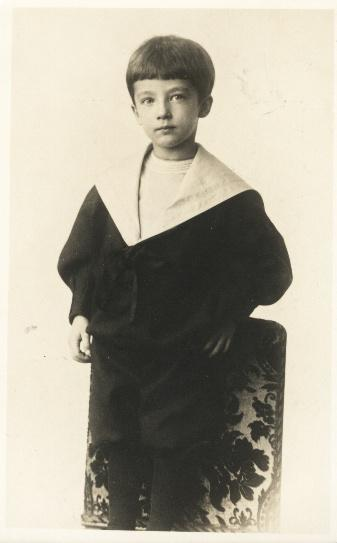
Борис у віці п'яти років

31 січня 1899 року мати Бориса померла одразу після народження другої дочки Надії. Його вихованням займалась бабуся за батьком, княгиня Клементина Орлеанська, дочка французького короля Луї-Філіпа. Вона померла 16 лютого 1907 року, після чого освітою князя зайнявся його батько. Він особисто відбирав учителів та інструктував їх бути якомога більш суворими.
Борис вивчав ті самі предмети, які викладались у болгарських школах, а також німецьку та французьку, якими він володів досконало. Надалі він вивчив ще італійську, англійську й албанську). До палацу було також викликано офіцерів, які займались його військовою освітою.
Фердинанд надавав особливого значення вивченню природничих дисциплін, до яких Борис не втратив цікавості упродовж всього життя. Його, як і батька, дуже цікавила техніка, особливо локомотиви. У вересні 1910 року Борис склав іспит на залізничного механіка.
Тим не менше, Борис доволі важко сприймав життя у палаці разом з батьком, людиною авторитарного складу, та називав своє життя «в'язницею».
У січні 1906 року в чині поручика вступив до військового училища. Закінчив його 1912 разом із 32-м випуском й отримав звання капітана.

### Політичні події до сходження Бориса на престол

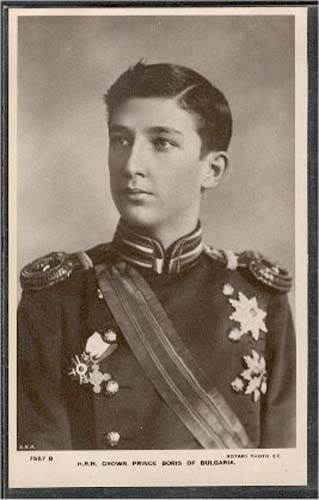
Борис в молодості

22 вересня 1908 року Фердинанд вступив на престол, прийняв титул царя й оголосив про повну незалежність Болгарії.
Починаючи з 1911 року, Борис подорожував за кордон і поступово звільнився від впливу батька. Він також набув відомості на міжнародній арені. Того ж року він був присутнім на коронації Георга V в Лондоні й на похованні колишньої королеви Португалії Марії-Пії в Турині, де він увійшов до кола глав держав і членів королівських родин. 1 вересня 1911 року, під час візиту до свого хрещеного батька Миколи II, Борис став свідком убивства прем'єр-міністра Петра Столипіна, застріленого на його очах у Київській опері.
У січні 1912 року Борис став повнолітнім. До цього він розглядав себе як прибічника двох релігій, православним і католиком, але після він сповідував виключно православ'я. Того ж місяця він здобув звання капітана. За дев'ять місяців почалась Перша балканська війна, в якій серби, греки, чорногорці й болгари об'єднались проти Османської імперії, щоб звільнити Македонію. Борис брав участь у війні як офіцер зв'язку при Штабі чинної армії й часто перебував на передовій.
Незважаючи на перемогу у війні, Болгарія та її союзники не змогли поділити плоди перемоги. Тоді Болгарія вирішила здійснити напад на своїх колишніх союзників та почала 1913 року Другу балканську війну за розділ Македонії. Борис знову перебував у чинній армії. Війна завершилась для Болгарії катастрофою, оскільки більша частина армії постраждала від епідемії холери. Борис, який все це спостерігав, після завершення війни став переконаним пацифістом.

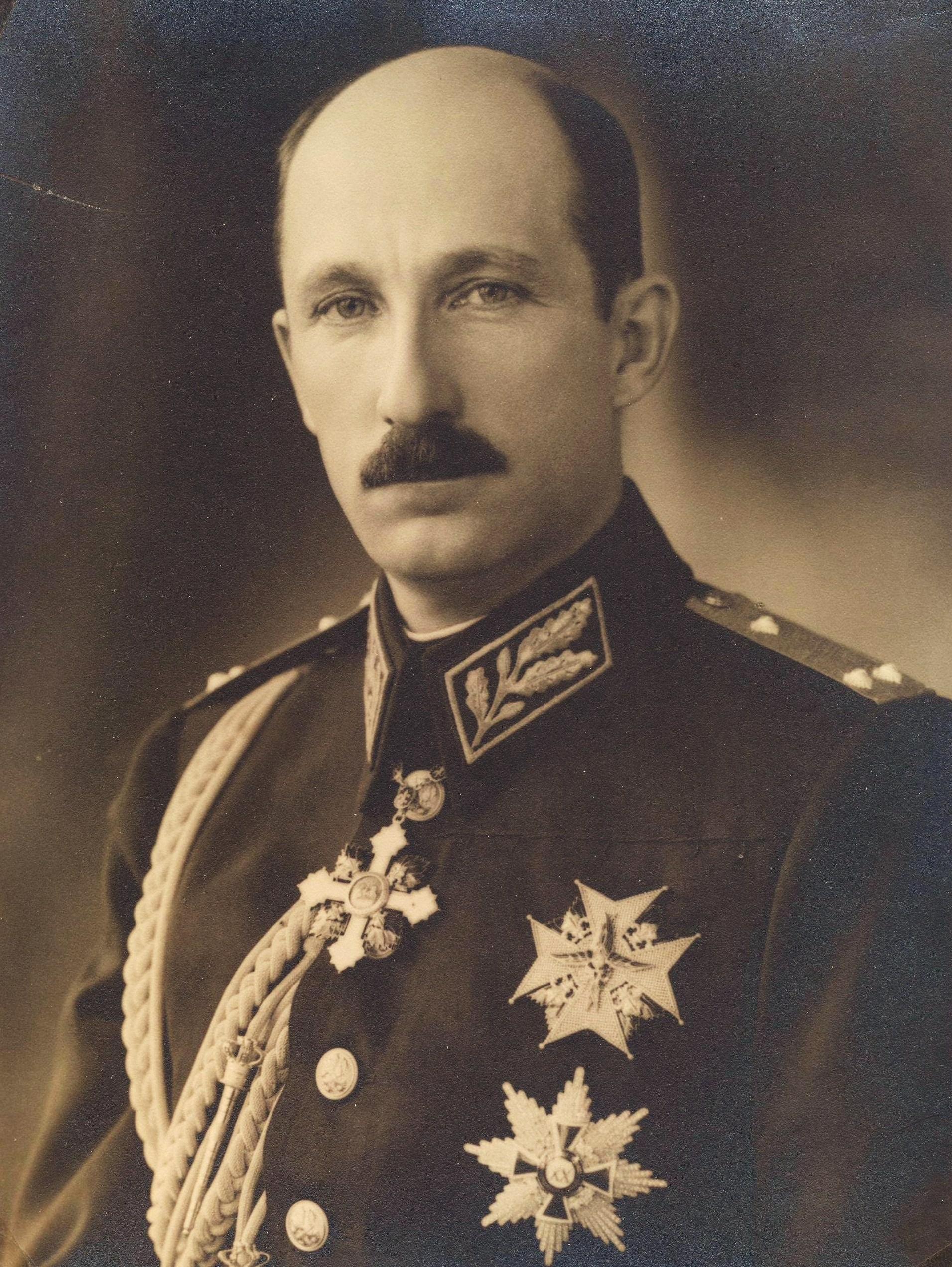
Борис у званні підполковника, 1918 рік

Після такого військового фіаско зречення Фердинанда від престолу здавалось неминучим. Борису пропонували залишити палац, вирушити до війська, щоб не асоціюватись із політикою батька, та приготуватись до сходження на престол. Він відмовився, відповівши: «Я не тримаюсь влади, якщо монарх піде, я піду разом із ним». Фердинанд не зрікся, а Бориса відрядили до вищої військової школи, де його утримували в тих самих умовах, що й інших курсантів. 1915 року Борис закінчив Військову Академію.
1915 року Фердинанд, якого підігрівали реваншистські настрої, увів Болгарію до Першої світової війни на боці Німеччини й Австро-Угорщини. Борис протестував проти цього рішення, але потрапив під арешт на кілька днів. Франція та Велика Британія, які про це знали, негайно визнали його царем 1918 року. Після арешту князя було призначено офіцером спеціальної місії Генерального Штабу болгарської армії, яка полягала переважно в координації дій різних фронтів та контролю за якістю військових операцій. На цьому посту він регулярно опинявся на лінії фронту й особисто познайомився з багатьма офіцерами. З лютого 1916 року — майор, а з січня 1918 — підполковник. Одразу після воцаріння отримав звання генерал-майора, а у жовтні 1928 — генерала від інфантерії.

## Правління

### Вступ на престол
Болгарія за Фердинанда зазнала кількох великих військових поразок:
- у Другій балканській війні, в результаті чого Болгарія була змушена передати сусідам значні території, а також сплачувати їм репарації;
- у Першій світовій війні, в результаті чого за Нейїською мирною угодою втратила ще й інші території, в тому числі вихід до Егейського моря, й мала сплачувати значні репарації переможцям.

Населення було невдоволене, а країни, які перемогли у війні, вимагали зречення Фердинанда від престолу. Він виконав ці вимоги, зрікся на користь свого сина і з трьома іншими своїми дітьми вирушив у вигнання до рідного міста Кобурга. 3 жовтня 1918 року за цих умов князь Борис вступив на болгарський престол під ім'ям Бориса III.
Початок правління був невдалим. Борис не мав достатньо досвіду та був відірваний від родини (він не бачив двох сестер до кінця 1921 року і свого брата Кирила до 1926 року). Два неврожаї 1917 та 1918 років, карткова система й іноземна окупація спричинили підвищену активність ультралівих партій: Землеробського союзу та комуністів. З усіх країн, які програли Першу світову війну, тільки Болгарія зберегла монархію.

### Перші роки правління

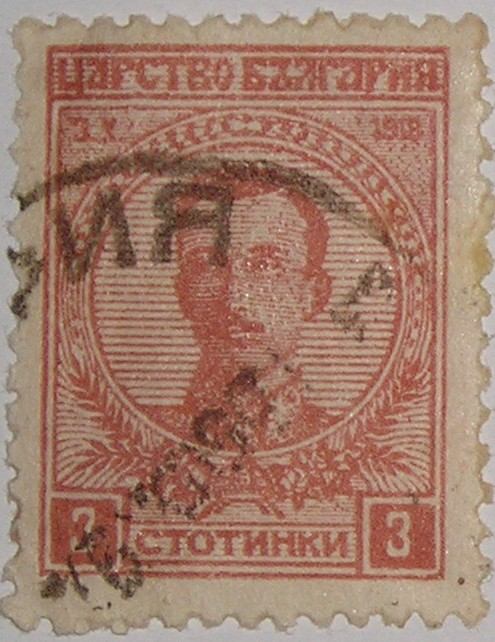
Болгарська поштова марка, випущена 1919 року до першої річниці коронації Бориса III

6 жовтня 1919 року вибори привели до влади Землеробський Союз, і цар був змушений призначити його лідера, Олександра Стамболійського, прем'єр-міністром. Болгарія була переважно аграрною країною, і прем'єр-міністр був надзвичайно популярним серед селян. Він швидко висловив свою ворожість як до середнього класу й армії, так і до самої ідеї монархії, та встановив авторитарне правління. Борис неодноразово намагався висловити йому своє невдоволення, на що отримав відповідь, що болгарський цар царює, але не керує. Борис зізнавався близьким:
|  | Я відчуваю себе власником крамниці посуду, до якої запустили слона. Я матиму зібрати друзки й залікувати рани». |

9 червня 1923 року військовий переворот скинув уряд Землеробського союзу, Стамболійський був заарештований та розстріляний. Один з лідерів перевороту, Александр Цанков, був призначений прем'єр-міністром нового уряду. Переворот став початком тривалого періоду внутрішньої нестабільності. 23 вересня 1923 року відбулось повстання, розпочате комуністами, яке тривало кілька днів. Його було придушено, після чого почався «білий терор», за якого жертвами терористичних та анти-терористичних сил стали близько 20 тисяч осіб. Тільки 1924 року було скоєно близько двохсот політичних убивств.
У цій ситуації 1925 року після так званого Петрицького інциденту Греція оголосила війну Болгарії. Незважаючи на втручання Ліги Націй, ситуація всередині країни залишалась вкрай напруженою.

### Два замахи

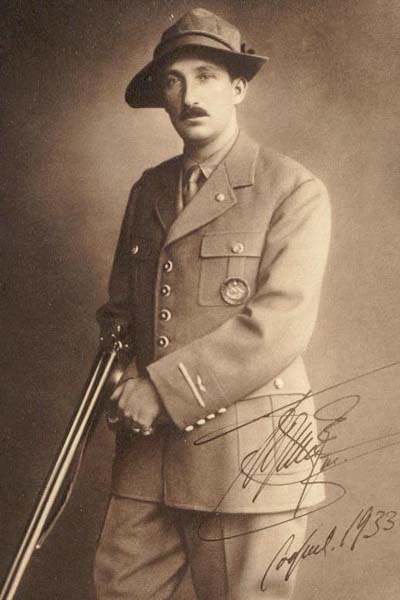
Борис III. Фото із мисливською рушницею

13 квітня 1925 року Борис III у супроводі чотирьох чоловік вирушив автомобілем на полювання на перевал Арабаконак поблизу містечка Орханіє. Зворотним шляхом пролунали постріли, охоронець царя та співробітник Музею натуральної історії були вбиті, водія поранено. Борис спробував узяти кермо, але не впорався з ним, автомобіль врізався в телеграфний стовп. Випадково вантажівка, що проїжджала повз, дозволила Борису та двом живим його супутникам втекти. Того ж дня було вбито колишнього генерала й депутата Константина Георгієва.
За три дні в соборі Святої Неділі в Софії відбулось поховання убитого генерала, на якому були присутніми багато болгарських політиків. Комуністи й анархісти скористались цим, заклавши в соборі бомбу. Цього разу замах явно було спрямовано проти Бориса III й уряду. Вибух стався під час церемонії поховання. Загинули 128 осіб, в тому числі мер Софії, одинадцять генералів, двадцять п'ять вищих офіцерів, шеф поліції й цілий клас ліцеїсток. Борис III запізнився на церемонію через те, що був на похованні свого друга-мисливця. За замахом слідувала хвиля репресій з боку влади. Того ж вечора було запроваджено воєнний стан, у наступні два тижні було заарештовано 3194 чоловіки, багатьох з яких було вбито без суду чи засуджено до смертної кари.

### Перед Другою світовою війною

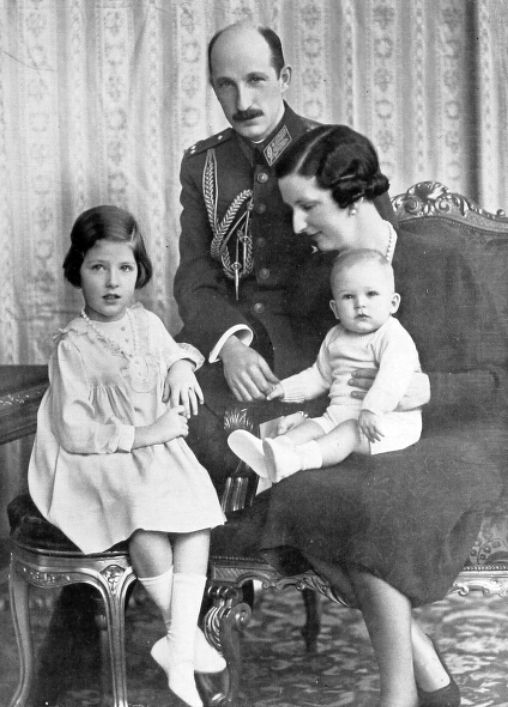
Борис ІІІ з дружиною та дітьми, 1938 рік

19 травня 1934 року відбувся військовий переворот, військово-політична організація Звено встановила диктатуру, заборонивши інші політичні партії країни. Внаслідок даного перевороту статус царя було понижено фактично до маріонетки. Наступного року цар Борис ІІІ організував контрпереворот і встановив уряд, лояльний йому, даний переворот фактично привів до особистої диктатури царя Бориса ІІІ. Політичний процес в країни був підвладний царю, парламентська система держави була переосмислена й повернена, але без відновлення політичних партій. Із піднесенням царської влади Болгарія в 1935 році вступила в еру процвітання й зростання, яке заслужено називають Золотим часом Третього Болгарського Царства. Цей період тривав приблизно 5 років.
Спочатку він не перешкоджав зближенню своїх пронімецьких міністрів з Гітлером у 1930-х роках та залученню Болгарії до кола сателітів Німеччини. 1940 року Болгарії відійшла, за узгодженням з Німеччиною та Румунією, південна Добруджа, а 1941 року відійшли райони історичної Македонії (включаючи вихід до Егейського моря), втрачені Болгарією за Нейїською угодою 1919 року, та які між війнами входили до захоплених на той момент німцями Югославії та Греції. Неодноразово зустрічався із Гітлером, в тому числі в його гірській резиденції Бергхоф. 20 січня 1941 року цар Борис з'явився на обкладинці журналу «Тайм» у повному військовому вбранні.
Однак, враховуючи проросійські настрої значної частини народу й будучи пацифістом за поглядами, під час Другої світової війни не оголошував війну СРСР й не відряджав болгарські війська на Східний фронт. Окрім того, зміг врятувати 50 тисяч болгарських євреїв, мобілізувавши їх на громадські роботи (його пам'ять увіковічено в Ізраїлі). Німецькі війська були присутніми в Болгарії тільки вздовж залізниці, яка вела до окупованої Греції.

### Друга Світова війна

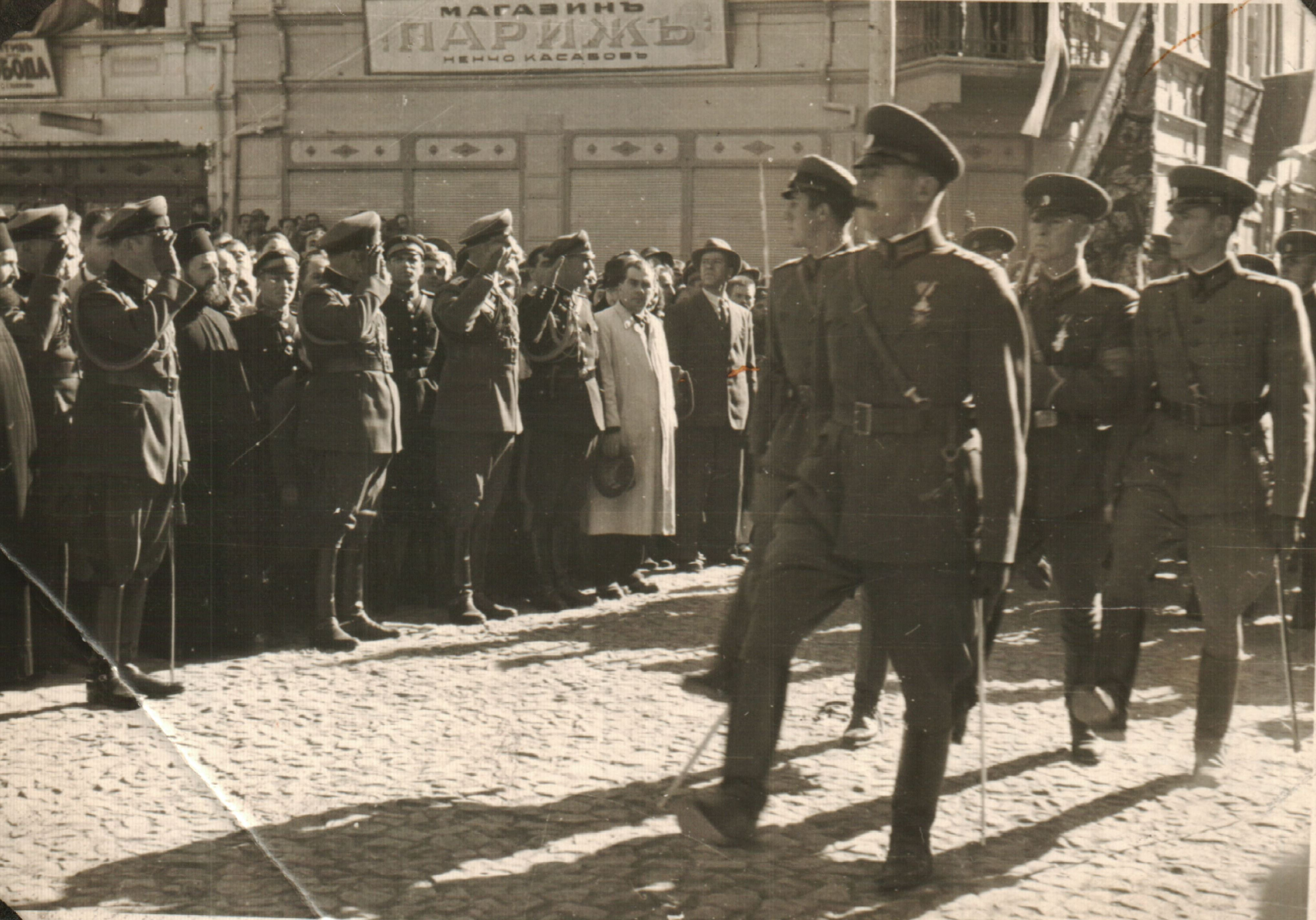
Борис ІІІ інспектує війська, 1941 рік

У перші дні Другої Світової війни Болгарія була нейтральною, але сильні та впливові групи Болгарії тягнули її в бік Німеччини (з якою до того ж Болгарія була союзником в Першу Світову війну). Внаслідок мирних договорів, якими було покладено краї Першій Світовій війні — Версальським мирним договором та Нейїським мирним договором — Болгарія, яка воювала на боці переможеної сторони, втратила два важливі регіони на користь сусідніх країн: Південну Добруджу, яка відійшла Румунії, та Фракію, яка стала належати Греції. Болгари сприйняли ці договори як образу й бажали повернення втрачених земель. Коли Гітлер прийшов до влади, він намагався здобути вірність Болгарського царя Бориса III. Влітку 1940 року, через рік після початку Другої світової війни, Гітлер ініціював дипломатичні перемовини між Болгарією та Румунією у Відні. 7 вересня був підписаний договір про повернення Південної Добруджі Болгарії. Болгарська нація зраділа. У 1941 році Борис ІІІ причислив себе до союзників країн Осі в спробі повернути Фракію до свого царства, так само як і для того, щоб захистити свою державу від розгрому нацистським Вермахтом, як то сталось із сусідніми Грецією та Югославією.
Тим не менш, незважаючи на цей міцний союз, Борис ІІІ не волів мати повну й безумовну співпрацю з Німеччиною, навіть за присутності німецьких сил у Софії та вздовж залізничного шляху через болгарську столицю в Грецію.

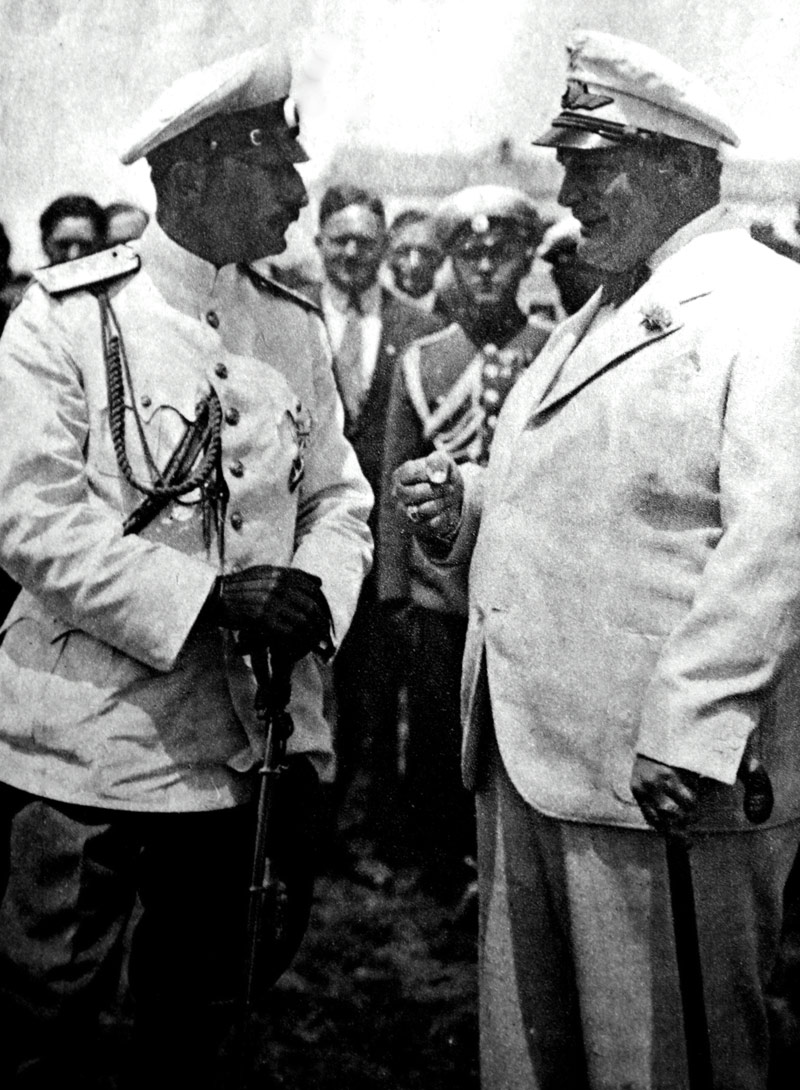
Борис ІІІ (ліворуч) та Герман Герінг (праворуч)

Але за повернення Добруджі треба було заплатити ціну — прийняття антиєврейського закону «Закон про захист нації» (Закон за защита на нацията — ЗЗН) 24 грудня 1941 року. Цей закон мав бути в складі Нюрнберзьких законів нацистської Німеччини та інших європейських земель, які були під впливом Гітлера. Болгарський прем'єр-міністр Богдан Філов і міністр внутрішніх справ Петур Габровски, обидва прихильники нацистів, були розробниками цього закону в Болгарії. Цей закон значно обмежив права євреїв, встановив для них нові податки, а також квоти для євреїв в деяких професіях. Цар підписав його 21 січня 1941 року. Багато болгар протестували в листах надісланих уряду.
У березні 1941 року Болгарія підписала Троїстий пакт і долучилась до коаліції Осі в надії здобути території Македонії та Фракії.
На початку 1943 року в Болгарію прибув емісар Гітлера Теодор Деннекер — лідер СС і один зі спільників-провідників кампанії по депортації французьких євреїв у табори смерті. У лютому 1943 року Деннекер зустрівся з комісаром по справам євреїв у Болгарії Александром Белевим, відомим своїми антисемітськими та націоналістськими поглядами. Вони мали закриті зустрічі один з одним, які закінчились секретною угодою, підписаною 22 лютого 1943 року, по депортації 20000 євреїв з Егейської Фракії у Вардарську Македонію. Це була територія, захоплена Німеччиною, і на законодавчому рівні на неї не поширювалась юрисдикція болгарських законів терміном до закінчення війни. Єврею на даних територіях були громадянами Греції та Югославії. Декілька днів по тому стало ясно, що число євреїв у Егейській Фракії та Вардарській Македонії 11343. «Квота» в 20000 людей була перебільшеною, пакт переглянули. За переглянутою домовленістю було вирішено депортувати тих 11343 людей з Фракії та Македонії, а інші 8000 з Болгарії. Інших болгарських євреїв було вирішено депортувати пізніше.

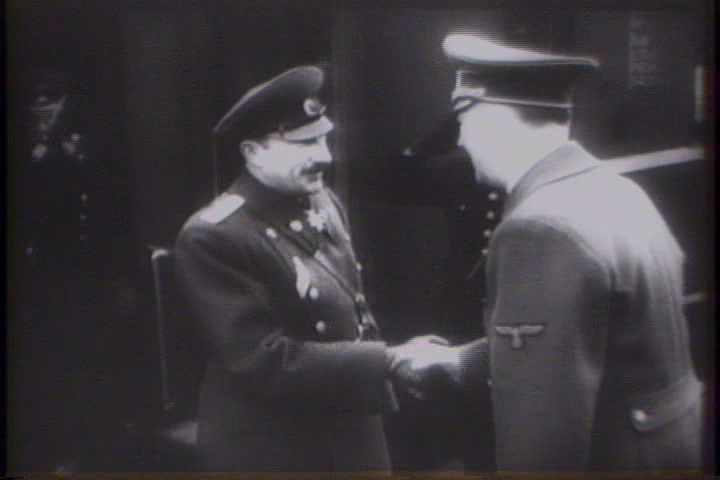
Борис III (ліворуч) на зустрічі з Адольфом Гітлером (праворуч), 1943 рік

Початкові облави почались 9 березня 1943-го. У Кюстендилі, місті на західному кордоні, товарні вагони вишикувались в лінію. Але після того, як люди дізнались з новин про неминучу депортацію євреїв, почались протести по всій Болгарії. Вранці 9 березня делегація з Кюстендилу, яку складали видатні фігури, очолювані Димітром Пешевим, депутатом і спікером Національної асамблеї, зустрілась із міністром внутрішніх справ Петром Габровським. Перед лицем сильної опозиції всередині країни Габровський поступився. Того ж дня він розіслав телеграми, які скасовували депортацію.
У рапорті, датованому 5 квітнем 1943 року, який написав Адольф Хоффман, німецький державний радник і поліцейський аташе німецької місії в Софії (1943—1944 роки), є таке: «Міністр внутрішніх справ отримав інструкції зупинити заплановану депортацію євреїв із старих кордонів з найвищої інстанції». Насправді, рішення Габровського не було його власною ініціативою, але прийшло з найвищої інстанції — царя Бориса ІІІ. Незважаючи на ризик прямої конфронтації із Третім Рейхом, цар Борис ІІІ відмовився депортувати євреїв. Наказ скасували за 4 години до початку операції. Євреї Болгарії були врятовані, але 11343 євреї з Вардарської Македонії та Фракії були депортовані до таборів смерті Треблінка й Майданек. Євреї з цих нових територій були вислані за прямим наказом Гітлера й під його особистою юрисдикцією. Болгарія керувала цими землями, але нацистська Німеччина формально не приєднала їх до Болгарії, їхній статус мав бути вирішений після війни.
Цар Борис ІІІ не хотів виконувати німецький запит про депортацію, Царський Палац через швейцарські дипломатичні канали зробив запит про можливість депортації євреїв на підконтрольну Великій Британії Палестину кораблями, а не до концентраційних таборів у Польщі поїздами. Але ця спроба була заблокована британським міністром закордонних справ Ентоні Іденом.
Свідомі про болгарську ненадійність в єврейській справі, нацисти стали більше підозрювати в прихованій допомозі європейському єврейству старого друга царя Бориса ІІІ, монсенйора Анджело Джузеппе Ронкаллі, який став Апостольським делегатом в Стамбулі, а в майбутньому Папою Іваном XXIII. Повідомляючи про гуманітарні зусилля Ронкаллі, його секретар у Венеції та Ватикані монсеньйор Лоріс Ф.Каповілла пише: Через його втручання, і з допомогою царя Боларії Бориса ІІІ, тисячі євреїв зі Словаччини, які спочатку були послані в Угорщину, а потім до Болгарії, і які були в небезпеці бути посланими до німецьких концентраційних таборів, отримали підписані ним транзитні візи в Палестину.
Нацистський тиск на царя Бориса ІІІ стосовно депортації болгарського єврейства  тривав. Наприкінці березня Гітлер запросив царя відвідати його. Перед поверненням додому Борис ІІІ наказав єврейським чоловікам, здатним до тяжкої роботи, приєднатись до будівництва доріг всередині царства. Вважають, що це була спроба царя уникнути їх депортації. У травні 1943 року Деннекер і комісар з єврейських питань Бельов розробили план депортації 50000 болгарських євреїв, згідно з яким їх мали транспортувати пароплавами по річці Дунай. Борис ІІІ продовжував грати в кота й мишу, наполягаючи на тому, що болгарські євреї потрібні для будівництва автомобільних та залізничних шляхів всередині царства. Пронацистськи налаштовані держслужбовці зробили запит про депортацію своїх євреїв на окуповану Німеччиною Польщу. Запит викликав публічні протести, була розпочата кампанія, в якій найбільш видатними лідерами були Димітром Пешевим і Голова Болгарської православної церкви архієпископ Стефан. Посилаючись на цю кампанію та протести, Борис ІІІ відмовився дозволити екстрадицію 50000 євреїв Болгарії.
30 червня 1943 року Анджело Джузеппе Ронкаллі написав царю Болгарії Борису ІІІ, прохаючи про милосердя для синів єврейського народу. Він написав, що цар Борис ІІІ не повинен погоджуватись на цю безчесну акцію. На копії листа майбутній Папа Іван XXIII зробив помітку рукою, щоб цар відповів на його лист усно. Далі йде помітка Il Re ha fatto qualche cosa" («Цар ужив заходів, також є помітка про важке становище монарха, Монсенйор Ронкаллі наголосив на помітці знову „Pero, ripeto, ha fatto“ („Але повторюю, він ужив заходів“).
У щоденнику духовного лідера євреїв Боларії Данієля Сіона в місці, де він пише про воєнні роки, можемо прочитати: Не бійтеся, дорогі брати і сестри! Вірте в Святий Рок нашого спасіння … Вчора я був проінформований єпископом Стефаном про його розмову із царем. Коли я прийшов побачити єпископа Стефана, він сказав: Скажи своїм людям, що цар пообіцяв, що євреї Болгарії не залишать території Болгарії…». Коли я повернувся до синагоги, тиша царювала в синагозі в очікуванні новин моєї розмови з єпископом. Коли я розпочав, моїми першими словами було: «Так, мої брати, Бог почув наші молитви …»
Але найбільше Гітлера дратувала відмова Царя Бориса ІІІ оголосити війну Радянському Союзу та послати болгарських солдатів на Східний фронт. 9 серпня 1943 року Гітлер викликав Бориса ІІІ на штормову зустріч в Кентшин у Східній Пруссії, куди цар Борис ІІІ прибув літаком із Софійського аеропорту в суботу 14 серпня. У Кенштині Цар знову підтвердив свою позицію не посилати болгарських євреїв у табори смерті в Польщі та Німеччині. Поки Болгарія оголосила «символічну» війну далеким Великій Британії та Сполученим Штатам Америки, на цій зустрічі Борис ІІІ знову відмовився бути втягнутим у війну з Радянським Союзом, назвавши дві причини свого небажання посилати свої війська проти СРСР. Перша — багато болгар мали сильні позитивні почуття щодо Росії; друга — політична й військова позиція Туреччини залишалась невизначеною. «Символічна» війна проти Західних Союзників перетворилась на катастрофу для жителів Софії, тому що місто зазнало важких бомбардувань американськими та британськими повітряними силами в 1943 та 1944 роках. Тим не менше, бомбардування почались тільки після смерті Бориса ІІІ.
Болгарська опозиція стала головною на цій останній офіційній зустрічі між Гітлером і Борисом ІІІ в серпні 1943 року. Рапорти зустрічі показують, що Гітлер був розгніваний на Бориса ІІІ через відмову приєднатись до війни проти СРСР і депортувати євреїв із Болгарського царства. Два тижні по тому, 28 серпня 1943 року, цар Борис помер. Були чутки, що царя отруїли за прямим наказом Гітлера.

### Смерть

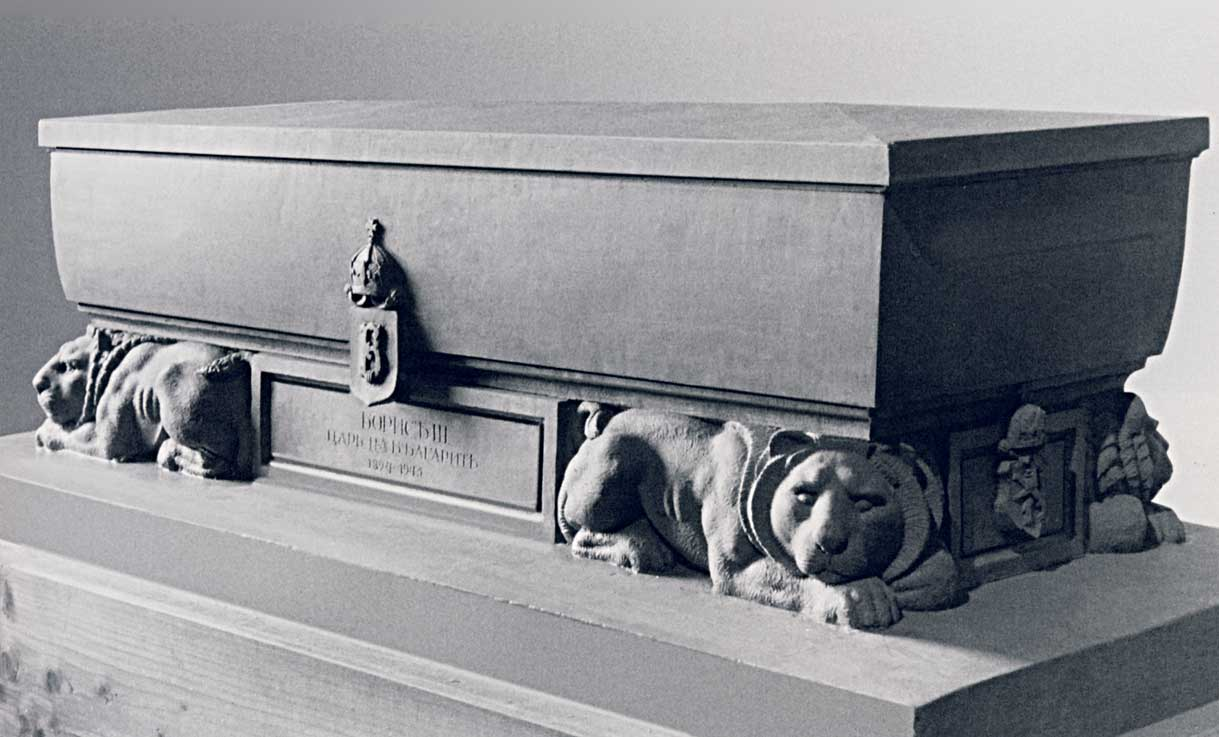
Надгробок царя Бориса ІІІ

Цар Борис несподівано помер 1943 року за кілька днів після повернення до Софії із зустрічі з Гітлером, яка проходила у Східній Пруссії, за офіційною версією, від інфаркту міокарда. З'явились версії його отруєння через суперечності з фюрером (зокрема, небажання оголошувати війну СРСР і видавати євреїв), та хоча аналіз свідчень сучасників і забальзамованого серця Бориса, виявленого у 1990-х роках, підтверджує версію смерті від серцевого нападу, існують отрути, які імітують смерть з природних причин і не залишають слідів.
Наступником Бориса став його 6-річний син Симеон, у подальшому прем'єр-міністр Болгарії (2001—2005 роки).